# Черняки (Полтавская область)
Черняки (укр. Чорняки) — село,
Великопавловский сельский совет,
Зеньковский район,
Полтавская область,
Украина.
Код КОАТУУ — 5321381403. Население по переписи 2001 года составляло 81 человек.

## Географическое положение
Село Черняки находится на расстоянии в 3 км от села Высокое.
По селу протекает пересыхающий ручей с запрудой.
Рядом проходит автомобильная дорога Т-1706.

## История
Есть на карте 1869 года как хутор Черняка